# Settimo Rottaro
Settimo Rottaro er en italiensk by (og kommune) i regionen Piemonte i Italien, med omkring 470(2023) indbyggere. 